# Буров, Александр Петрович
Алекса́ндр Петро́вич Бу́ров (1898—1967) — советский геолог, основатель и организатор геологической службы по алмазам в СССР. Известен тем, что перенёс алмазные поисковые работы с Урала в Сибирь, в результате была открыта Якутская алмазоносная провинция.

## Биография
Родился 30 августа (11 сентября) 1898 года в деревне Борок, Сулежская волость, Бежецкий уезд, Тверская губерния (ныне Красный Борок, Тверская область) в крестьянской семье.

### Образование
В 1916—1928 годах учился в Горном институте в Петрограде. Получил специальность Геолог по поискам и разведке полезных ископаемых. При этом, в 1919—1920 годах служил красноармейцем.

### Научная работа
В 1925—1929 годах работал коллектором, геологом и начальником партии в экспедициях Геологического комитета.
В 1929—1930 годах — начальник партии в ленинградском Институте неметаллических полезных ископаемых. Одновременно преподавал на Курсах ускоренной подготовки инженеров и техников при Горном институте.
В 1931—1932 годах — начальник партии Челябинской базы Уральского геолого-разведочного треста.
В 1933—1934 годах — начальник группы стройматериалов экспедиции «Изстром» в Ленинграде. Одновременно — преподаватель кафедры полезных ископаемых Горного института (1933—1939).
В 1934—1940 годах — начальник партии, руководитель группы алмазов в ЦНИГРИ / ВСЕГЕИ.
В 1938 году написал «Краткую записку о состоянии изученности алмазоносности Урала», после чего был принят ряд постановлений Правительства СССР о разворачивании работ по поиску алмазов.
В 1939 году присуждена учёная степень Кандидат геолого-минералогических наук.
В 1940—1946 годах — главный геолог Уральской алмазной экспедиции. Руководил поисковыми работами на Среднем Урале, в результате которых найдены алмазоносные россыпи и разведаны первые промышленные запасы алмазов.
В 1946—1949 годах — главный геолог «Третьего Геологического управления» Министерства геологии СССР в Ленинграде.
В 1949—1953 годах — главный геолог «Третьего Главного геологического управления» Министерства геологии СССР в Москве.
В 1953—1956 годах — главный геолог Союзного треста № 2 Министерства геологии и охраны недр СССР (МГиОН СССР) в Москве.
В 1956—1957 годах — заместитель начальника Третьего отдела Главуралсибгеологии МГиОН СССР.
С 1957 года — главный геолог по алмазам отделов цветных и редких металлов МГиОН СССР.

### Последние годы жизни
В 1964 году вышел на пенсию.
Скончался 2 ноября 1967 года в Москве. Похоронен на Ваганьковском кладбище.

## Награды и премии
- 1944 — Орден Трудового Красного Знамени
- 1946 — Медаль «За доблестный труд в Великой Отечественной войне 1941—1945 гг.»
- 1948 — Медаль «За трудовую доблесть»
- 1950 — ордена Трудового Красного Знамени
- 1952 — Сталинская премия 3 степени — за разработку и внедрение нового метода извлечения полезных минералов
- 1957 — Ленинская премия — за открытие месторождений алмазов в Якутской АССР
- 1957 — Орден Ленина
- Первооткрыватель месторождения

## Память
В память о советском геологе, основателе и организаторе геологической службы по алмазам в СССР Александре Петровиче Бурове 1898-1967 гг. алмазу весом 64,00 карата, добытому 12 июля 1986 года, присвоено имя «Александр Буров».

## Семья
Жена — Тамара Николаевна (1908-1971), старшая дочь профессора Н. Г. Келля (1883—1965).
- пасынок / сын жены— Сергей Келль (род. 1931). Сын — Владимир (род. 1939). Дочь — Татьяна (род. 9 октября 1941)[4]